# نانا آساکاوا
نانا آساکاوا (انگلیسی: Nana Asakawa؛ زادهٔ ۳ آوریل ۱۹۹۹) بازیگر اهل ژاپن است.